# Yıldız-Park

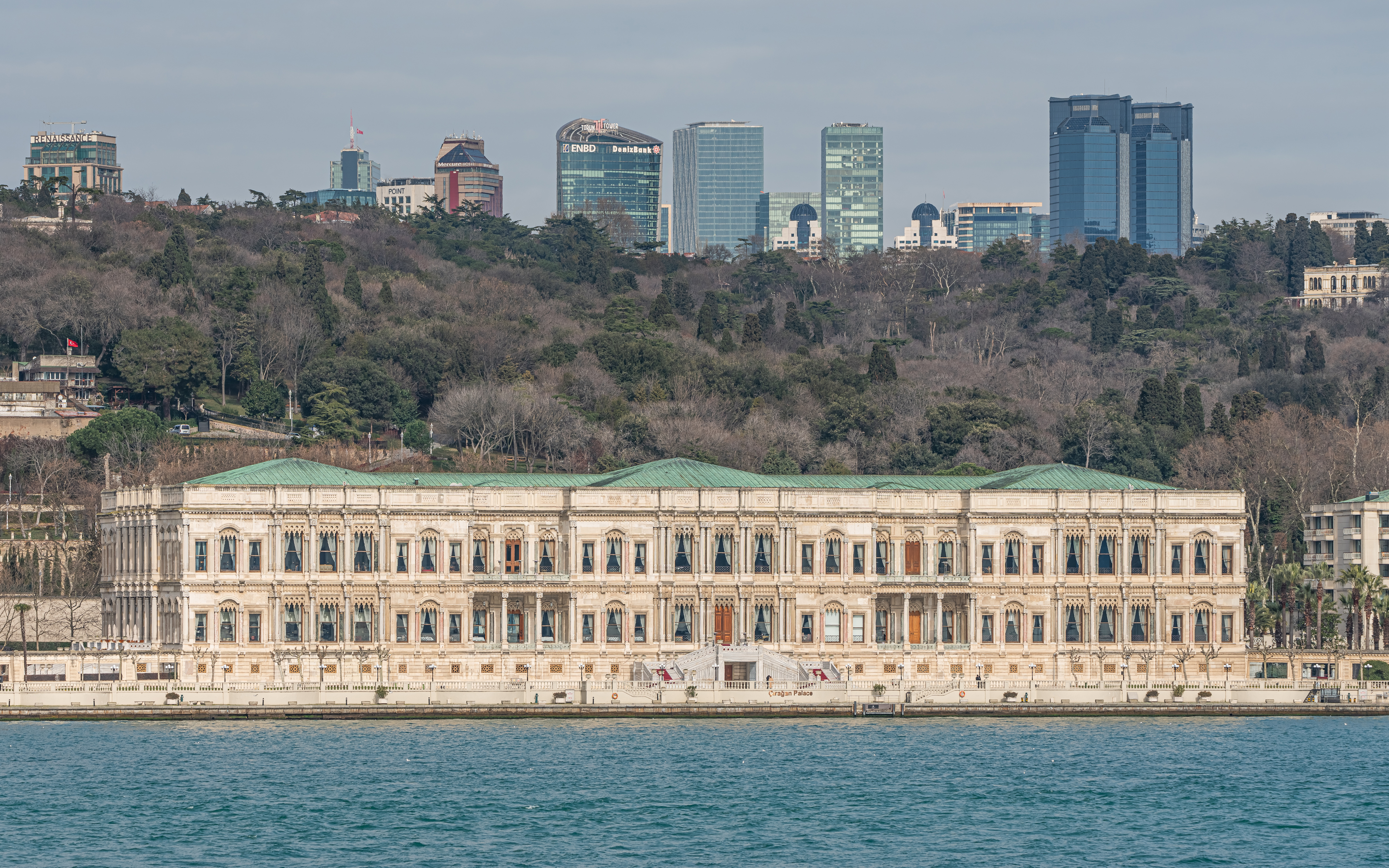
Aussicht auf den Park mit dem Çırağan-Palast im Vordergrund

Der Yıldız-Park, zu deutsch „Stern-Park“, ist mit einer Fläche von 160 Hektar einer der größten Parks in der Bosporus-Metropole Istanbul im Stadtteil Beşiktaş und erstreckt sich hinter dem Çırağan-Palast entlang der Hänge des europäischen Bosporusufers.
Der Bereich des Yıldız-Parks war in byzantinischer Zeit ein Wald. Während der Regierungszeit von Sultan Süleyman I. diente der Park als Jagdrevier. Der Park hat seinen Namen von dem nahegelegenen Pavillon Yıldız Kasrı, der von Sultan Selim III. im frühen 19. Jahrhundert errichtet wurde. Der Yıldız-Park war einst Teil der kaiserlichen Gärten des Yıldız-Palasts.
Der Park wurde ursprünglich von dem französischen Landschaftsarchitekten G. Le Roy gestaltet, wobei seltene und exotische Bäume, Büsche und Blumen gepflanzt wurden. Der Park wurde in den 1980er Jahren von dem Türkischen Touring- und Automobilclub restauriert. Der Park ist ein beliebter Picknick-Platz vor allem für die Wochenenden und bietet einen Panoramablick auf den Bosporus. Zwei alte Pavillons, der Çadır- und Malta-Pavillon, bieten für die Besucher Tee, Frühstück und Mittagessen. Der Park 
umfasst den Şale-, Çadır- und Malta-Pavillon sowie die Yıldız-Porzellan-Fabrik. Knapp drei Viertel der Parkanlage besteht aus Bäumen und Sträuchern, der Rest sind Wege und Wiesen mit großem Artenreichtum an Wildpflanzen. Die Vegetation des Parks umfasst Magnolien, Lorbeerblätter, Judasbäume, Limetten, Rosskastanien, Stieleiche, Zypressen, Pinien, Eiben, Zedern und Eschen.

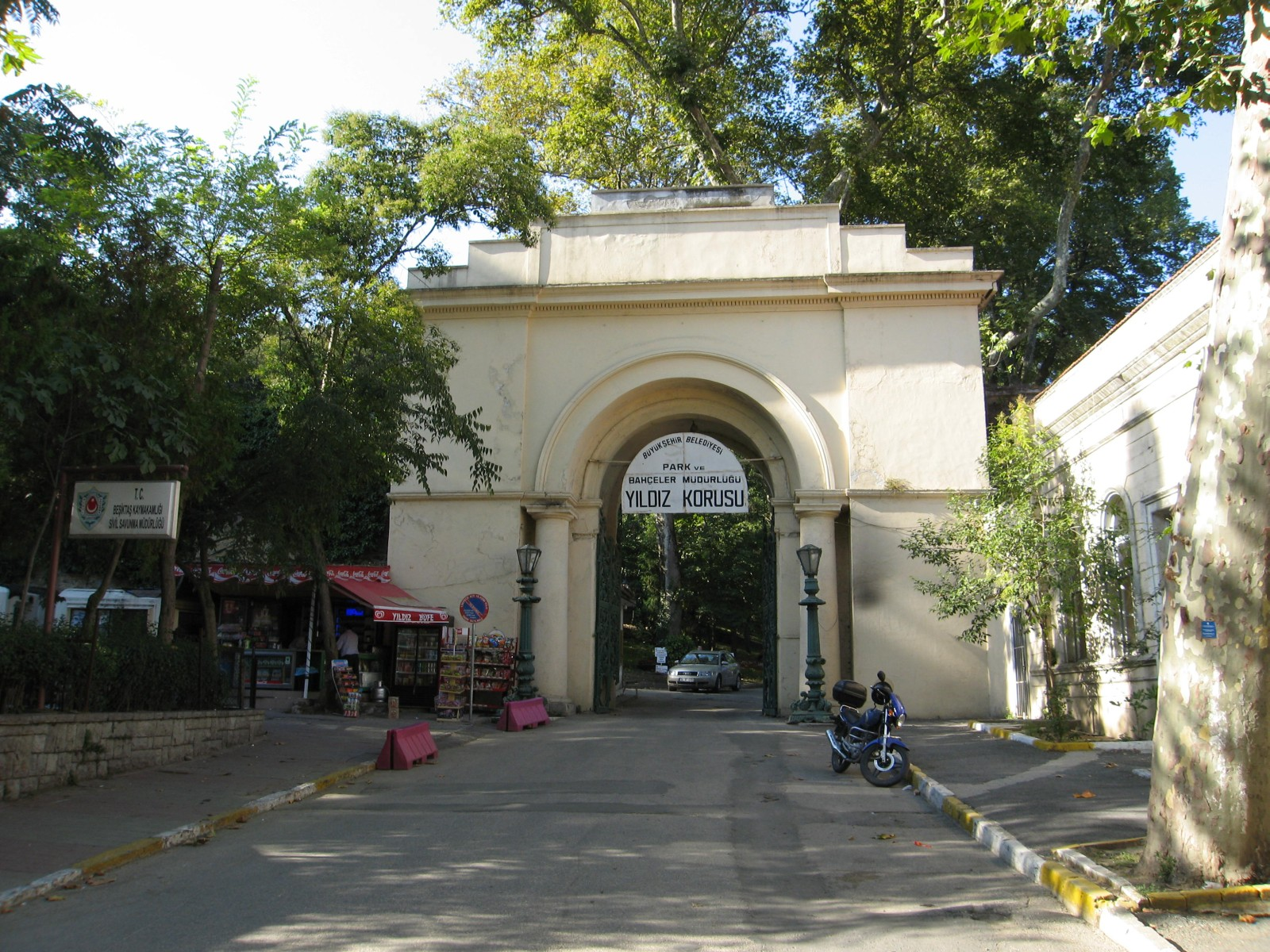
Eingang zum Yıldız-Park
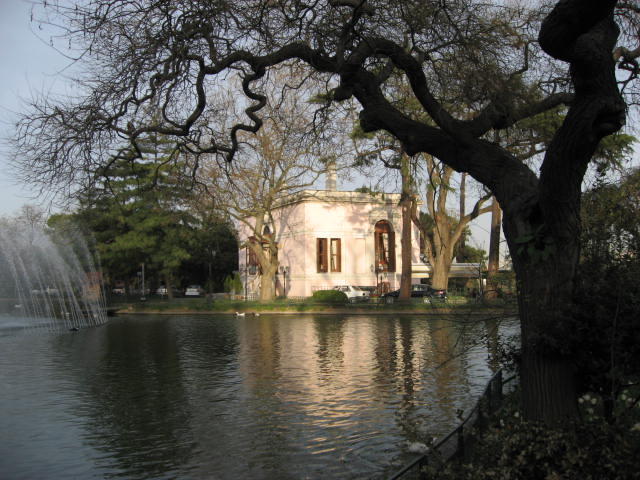
Çadır-Kiosk
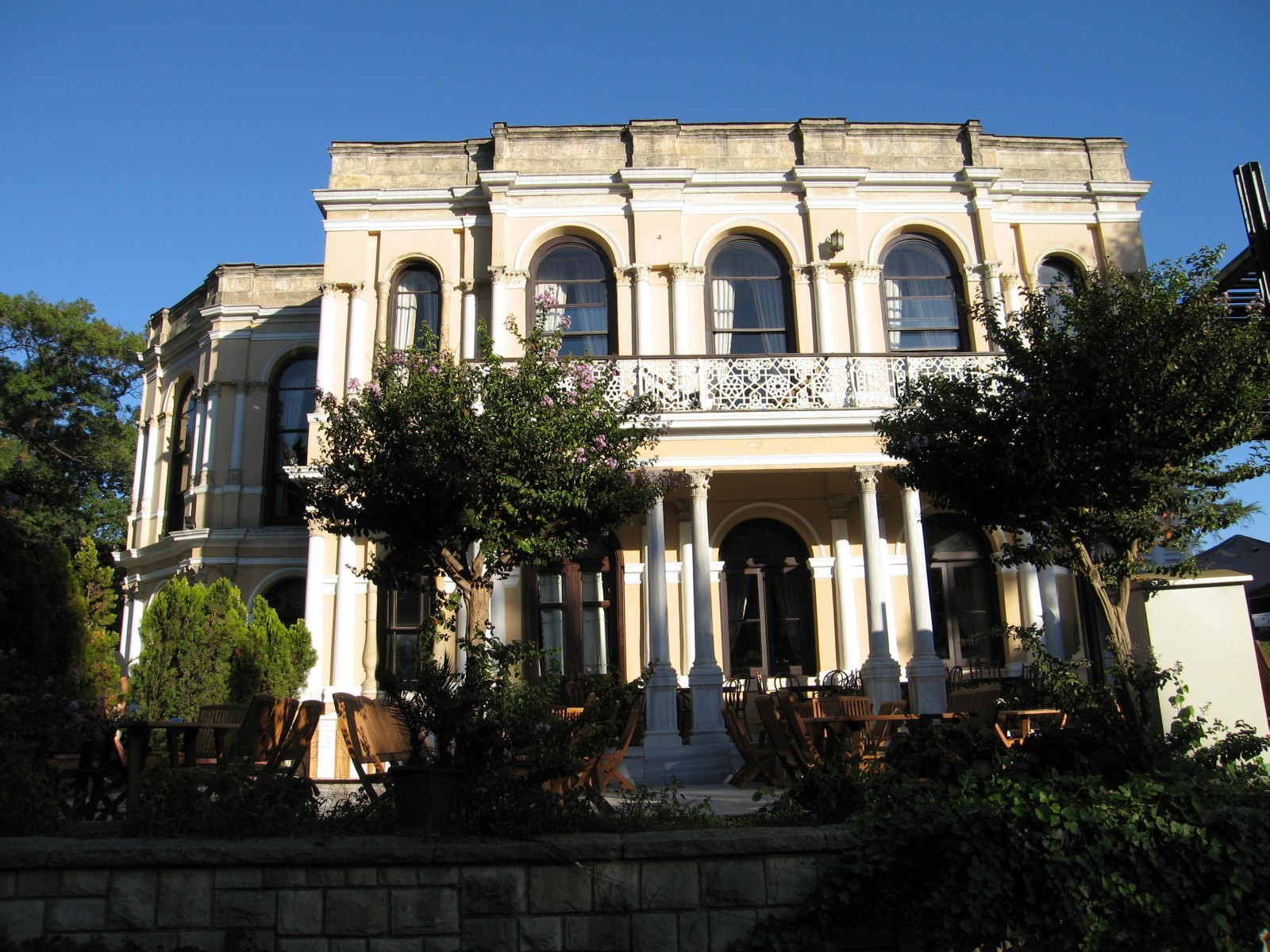
Malta-Kiosk
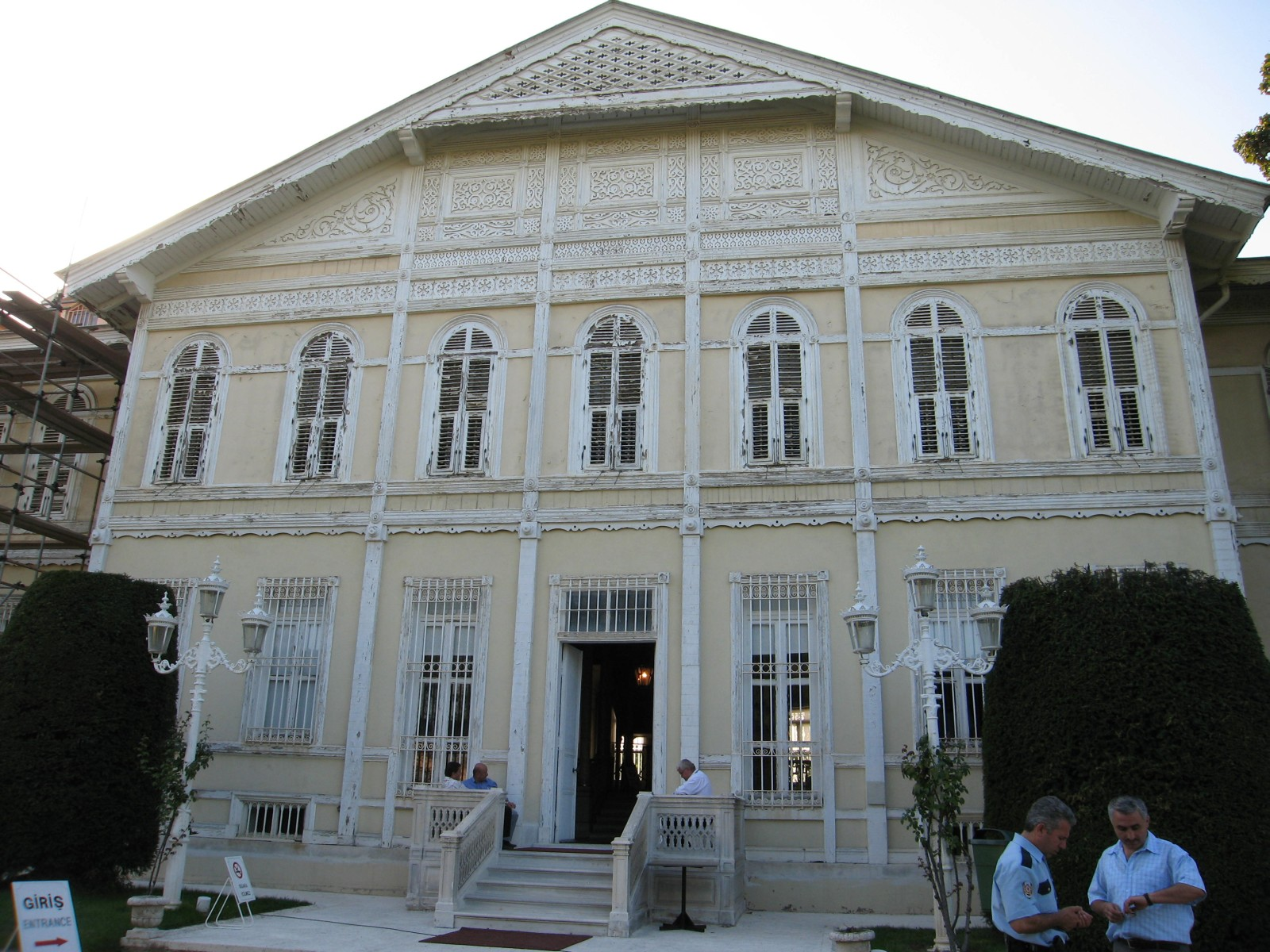
Şale-Kiosk
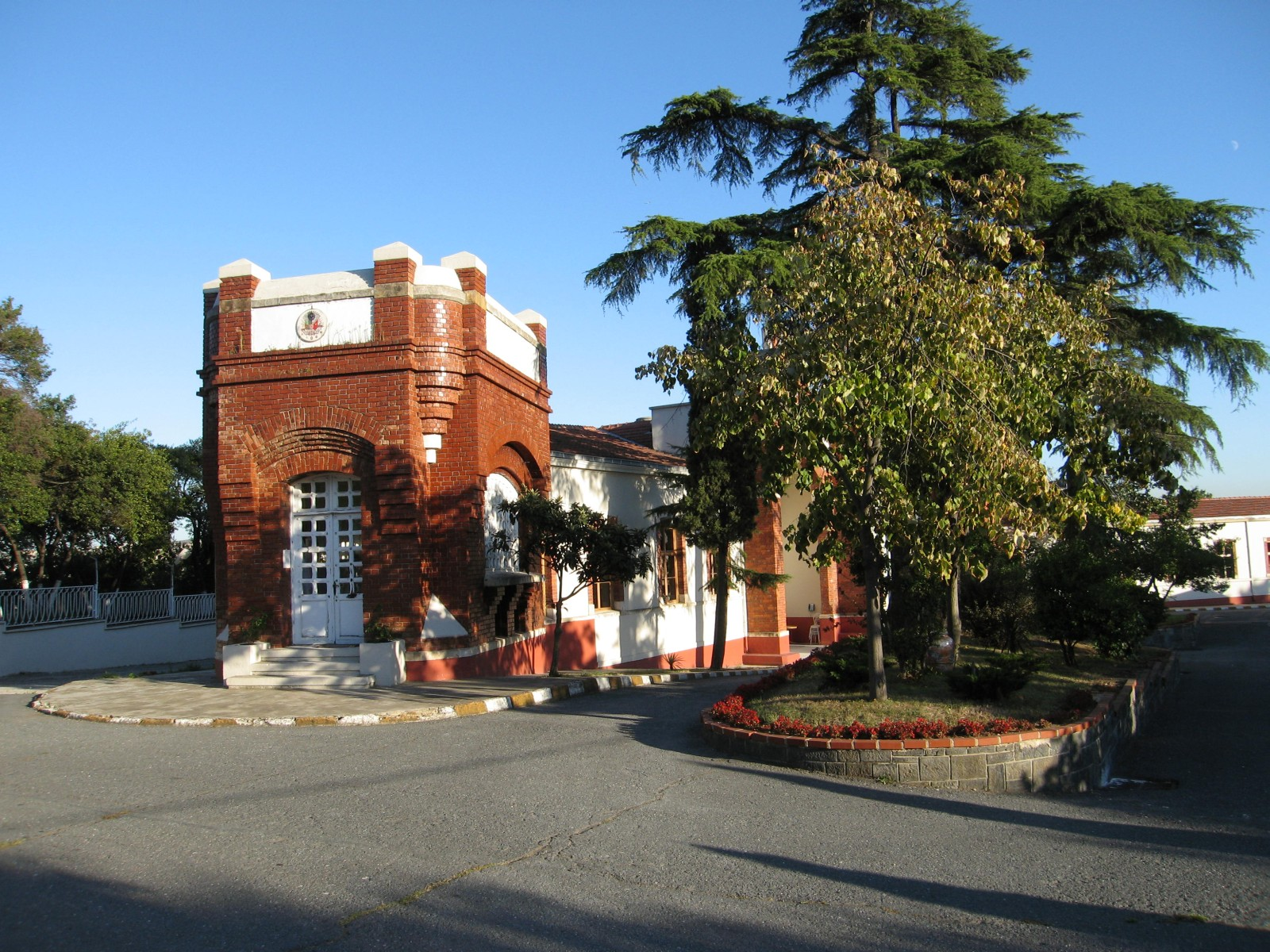
Yıldız-Porzellanfabrik